# Apache Velocity
Apache Velocity — проект с открытым исходным кодом, развиваемый организацией-фондом Apache Software Foundation. Ранее Apache Velocity был известен как Jakarta Velocity и входил в состав зонтичного проекта Apache Jakarta Project, но впоследствии был выделен в самостоятельный популярный проект. Velocity — это процессор шаблонов (обработчик шаблонов), базирующийся на Java, который обеспечивает простой, но мощный шаблонный язык, не требующий предварительной подготовки модели переменных для шаблона: в шаблон просто передаются ссылки на Java-объекты, а обработчик разбирает указанные методы и посредством Java Reflection API получает их значения. Его цель состоит в том, чтобы гарантировать чистое разделение между уровнем представления и бизнес-уровнем в Веб-приложении (шаблон проектирования Model-View-Controller), однако он не ограничен областью Веб-приложения.

## Использование
Некоторые общие типы приложений, которые могут использовать Velocity:
- Веб-приложения: Веб-дизайнеры создают HTML-страницы с указателями мест заполнения, которые будут динамически заменены необходимой информацией. Страницы могут обрабатываются с помощью VelocityViewServlet или любым другим из множества фреймворков, которые поддерживают Velocity.
- Генерация исходного кода: Velocity может использоваться для генерации кода Java, SQL, PostScript, JavaScript, Perl и пр., базирующегося на шаблоне. Множество коммерческих пакетов программного обеспечения и пакетов программного обеспечения с открытым исходным кодом используют Velocity таким способом[2].
- Автоматические электронные письма: Существует множество приложений, генерирующих автоматические электронные письма для регистрации учётных записей или напоминания забытых паролей, а также письма, содержащие автоматически сгенерированные отчёты. При помощи Velocity, шаблон электронного письма, может быть сохранён в виде текстового файла, а не встроен непосредственно в Java-код.
- XML-преобразование: Velocity предоставляет задачу Ant, под названием Anakia, которая читает XML-файл и делает его доступным шаблону Velocity. Общее приложение должно преобразовать документацию, сохранённую в универсальном формате «xdoc», в стилизованный документ HTML.

## Пример кода
Пример использования шаблона и простого Java приложения.
Исходный текст шаблона с именем template.vm
```
## Шаблон с именем template.vm

<
html
>

    
<
body
>

       ## $foo - это переменная шаблона
       Hello $foo World!
    
</
body
>

</
html
>

```

С помощью символов «##» помечаются однострочные комментарии, символ «$» определяет, что за ним в шаблоне следует имя переменной.
Исходный Java-код приложения, связывающего переменную «name» в Java-коде и переменную «$foo» в шаблоне:
```
import
 
java.io.*
;

import
 
org.apache.velocity.*
;

import
 
org.apache.velocity.app.Velocity
;

public
 
class
 
HelloVelocityWorld
 
{

	
public
 
static
 
void
 
main
(
String
[]
 
args
)
 
throws
 
IOException
 
{

		

		
Velocity
.
init
();
 
// инициализация Velocity

		
VelocityContext
 
vc
 
=
 
new
 
VelocityContext
();
 
// создание контекста Velocity

		
String
 
name
 
=
 
"Velocity"
;

		
vc
.
put
(
"foo"
,
 
name
);
 
// атрибут "name" связывается с именем переменной $foo в шаблоне и помещается в контекст

		

		
Template
 
template
 
=
 
Velocity
.
getTemplate
(
"template.vm"
,
 
"utf-8"
);
 
// загрузка шаблона с именем template.vm

		
BufferedWriter
 
bw
 
=
 
new
 
BufferedWriter
(
new
 
OutputStreamWriter
(
System
.
out
));
 
// создается выходной поток

		
template
.
merge
(
vc
,
 
bw
);
 
// метод merge() принимает набор данных в виде объекта "vc" и объект потока "bw"		

		
bw
.
flush
();

		
bw
.
close
();

	
}

}

```

в результате Velocity сгенерирует следующий текст документа:
```
<
html
>

    
<
body
>

     Hello Velocity World!
    
</
body
>

</
html
>

```

Синтаксис и общие концепции шаблона Apache Velocity очень похожи на синтаксис более раннего обработчика шаблонов WebMacro, который теперь также является проектом с открытым исходным кодом.